# جونيور (لاعب كرة قدم)
جونيور هو لاعب كرة قدم برازيلي في مركز الوسط، ولد في 10 أكتوبر 1977 في Humberto de Campos ‏ في البرازيل. لعب مع نادي سامبايو كوريا ونادي كارنتين ونادي كايزرسلاوترن ونادي نورنبرغ.

## وصلات خارجية
- جونيور (لاعب كرة قدم) على موقع عالم كرة القدم.نت (الإنجليزية)